# Удинське сільське поселення (район імені Поліни Осипенко)
У́динське сільське поселення (рос. Удинское сельское поселение) — сільське поселення у складі району імені Поліни Осипенко Хабаровського краю Росії.
Адміністративний центр та єдиний населений пункт — село Удинськ.

## Населення
Населення сільського поселення становить 89 осіб (2019; 92 у 2010, 129 у 2002).